# Gondowido
Gondowido is een bestuurslaag in het regentschap Ponorogo van de provincie Oost-Java, Indonesië. Gondowido telt 2110 inwoners (volkstelling 2010).